# Ray McAnally
Raymond McAnally (Reamonn Mac an Aili (Fhaili) en irlandais), connu comme Ray McAnally (parfois crédité Ray McAnnally), est un acteur et metteur en scène irlandais, né à Buncrana (Comté de Donegal, Ulster, Irlande) le 30 mars 1926, mort à Arklow (Comté de Wicklow, Leinster, Irlande) d'une crise cardiaque, le 15 juin 1989.

## Biographie
Ray McAnally commence son apprentissage au théâtre en 1942, puis intègre l'Abbey Theatre à Dublin, où il commence sa carrière professionnelle en 1948 et sera très actif (surtout jusqu'en 1962). Par la suite, il se produit notamment à Londres et ailleurs à Dublin. Occasionnellement, il est aussi metteur en scène (voir la rubrique "Théâtre" ci-après).
Au cinéma, il apparaît en 1957 et tourne en tout vingt-six films, majoritairement britanniques, mais également américains, jusqu'en 1989, année de sa mort brutale d'une crise cardiaque. Deux de ses films les plus connus, Mission (1986), où il interprète le Cardinal Altamirano, aux côtés de Jeremy Irons et Robert De Niro, puis My Left Foot (1989), où il personnifie le père de Daniel Day-Lewis (son avant-dernier rôle), lui vaudront de gagner à deux reprises le British Academy Film Award du meilleur acteur dans un second rôle, la seconde fois à titre posthume. À l'occasion de son dernier rôle, il retrouve De Niro et le réalisateur Neil Jordan (pour lequel il avait déjà tourné), dans Nous ne sommes pas des anges (avec également Demi Moore et Sean Penn) ; ce film, sorti fin 1989, donc après son décès, lui est dédié.
À la télévision, Ray McAnally participe à cinq téléfilms (le dernier, Jack l'Éventreur, avec Michael Caine, diffusé en 1988) et à vingt-neuf séries (dont deux épisodes de Chapeau melon et bottes de cuir), à partir de 1960. Il fait son ultime apparition au petit écran (l'avant-dernière est le téléfilm pré-cité) dans le premier épisode — diffusé deux ans après sa mort, en 1991 — d'une série intitulée Les Grandes Espérances (Great Expectations), d'après le roman éponyme de Charles Dickens.
Il est le mari de l'actrice Ronnie Masterson (1926-2014).

## Théâtre (liste partielle)
Comme acteur, sauf mention contraire

### À l'Abbey Theatre (Dublin)
- 1949 : Noces de sang (Blood Wedding) de Federico García Lorca
- 1950 : Professor Tim de George Shiels (rôle repris dans son premier film en 1957 : voir la filmographie ci-dessous)
- 1951 : Junon et le Paon (Juno and the Paycock) et The Plough and the Stars de Seán O'Casey
- 1953 : Le Baladin du monde occidental (The Playboy of the Western World) de John Millington Synge
- 1956 : The Shadow of a Gunman de Seán O'Casey
- 1958 : Friends and Relations de St. John Greer Ervine
- 1959 : Stranger, Beware de Thomas Coffey (comme metteur en scène)
- 1960 : The Bird in the Net de Seán Dowling

### Autres lieux
- 1962 : Meurtre dans la cathédrale (Murder in the Cathedral) de T. S. Eliot (au Festival de Dublin)
- 1964 : Qui a peur de Virginia Woolf ? (Who's afraid of Virginia Woolf ?) d'Edward Albee, avec Constance Cummings (à Londres)
- 1966 : La Cerisaie (The Cherry Orchard) d'Anton Tchekhov et Macbeth de William Shakespeare (au Festival de Chichester)
- 1970 : Tiny Alice d'Edward Albee, avec David Warner (à Londres)
- 1971 : Disciple du diable (The Devil's Disciple) de George Bernard Shaw (à Londres)
- 1974 : The Gingerbread Lady de Neil Simon (à l'Eblana Theatre de Dublin ; comme metteur en scène)
- 1980 : Des souris et des hommes (Of Mice and Men), adaptation d'après le roman éponyme de John Steinbeck (au Peacock Theatre de Dublin ; comme metteur en scène)
- 1988 : The Best of Friends d'Hugh Whitemore, avec John Gielgud, Rosemary Harris (à Londres)

## Filmographie partielle

### Au cinéma
- 1957 : Professor Tim d'Henry Cass
- 1958 : Les Diables du désert (Sea of Sand) de Guy Green
- 1959 : L'Épopée dans l'ombre (Shake Hands with the Devil) de Michael Anderson
- 1961 : La Lame nue (The Nacked Edge) de Michael Anderson
- 1962 : Billy Budd de Peter Ustinov
- 1965 : He Who Rides a Tiger de Charles Crichton
- 1970 : Le Miroir aux espions (The Looking Glass War) de Frank Pierson
- 1971 : Quest for Love (en) de Ralph Thomas
- 1972 : Six minutes pour mourir (en) (Fear Is the Key) de Michael Tuchner
- 1982 : Angel de Neil Jordan
- 1984 : Cal de Pat O'Connor
- 1986 : Mission (The Mission) de Roland Joffé
- 1987 : Le Sicilien (The Sicilian) de Michael Cimino
- 1987 : Sur la route de Nairobi (White Mischief) de Michael Radford
- 1987 : Le Quatrième Protocole (The Fourth Protocol) de John Mackenzie
- 1988 : High Spirits de Neil Jordan
- 1989 : My Left Foot (My Left Foot : The Story of Christy Brown) de Jim Sheridan
- 1989 : Nous ne sommes pas des anges (We're No Angels) de Neil Jordan

### À la télévision
- 1967-1968 : Première série Chapeau melon et bottes de cuir (The Avengers), Saison 5, épisode 22 La Dynamo vivante (The Positive-Negative Man, 1967) de Robert Day ; Saison 6, épisode 12 Mais qui est Steed ? (They keep killing Steed, 1968) de Robert Fuest
- 1968 : L'Homme à la valise (Man in a Suitcase), épisode 11 Quatre contre un (Web with Four Spiders)
- 1987 : Scout, téléfilm de Danny Boyle
- 1988 : Jack l'Éventreur (Jack the Ripper), téléfilm de David Wickes

## Récompenses (sélection)
- British Academy Film Award du meilleur acteur dans un second rôle, gagné deux fois :
  - En 1987 (40e cérémonie des British Academy Film Awards), pour Mission ;
  - Et en 1990 (43e cérémonie des British Academy Film Awards), pour My Left Foot (décerné à titre posthume).
- British Academy Television Award du meilleur acteur, gagné en 1989 (42e cérémonie des British Academy Television Awards), pour son rôle dans trois épisodes de la mini-série A Very British Coup (en) (diffusée en 1988).